# Warcraft (seria)
Warcraft – seria gier komputerowych (RTS z elementami cRPG oraz gry typu MMORPG), opowiadań, książek, komiksów i mangi wydawanych przez Blizzard Entertainment.

## Opis
Akcja gier i książek toczy się w fikcyjnych światach Azeroth i Draenor zamieszkanych przez ludzi, gnomy, elfy, krasnoludy, trolle, orków i wiele innych fantastycznych ras.
Fabuła gier z tej serii opiera się na konflikcie między wojskami orków i ludzi (Warcraft: Orcs & Humans) rozwiniętego w grze Warcraft II: Tides of Darkness do konfliktu między hordą złożoną z orków, trolli, ogrów oraz goblinów a przymierzem złożonym z ludzi, elfów, krasnoludów oraz gnomów. W późniejszych częściach do walk włączają się także nocne elfy, taureni, nieumarli, krwawe elfy oraz rasa draenei.
Gry z serii były wielokrotnie nagradzane, m.in. tytułem najlepszej gry strategicznej roku.
Jedną z odsłon serii Warcraft jest gra typu MMORPG – World of Warcraft, która doczekała się szeregu oficjalnych dodatków.

## Gry
- Warcraft: Orcs & Humans (1994)[2]
- Warcraft II: Tides of Darkness (1995)[3]
  - Warcraft II: Beyond the Dark Portal (1996) – dodatek[4]
- Warcraft III: Reign of Chaos (2002)[5]
  - Warcraft III: The Frozen Throne (2003) – dodatek[6]
  - Warcraft III: Reforged (2019) – odświeżona wersja gry[7]
- World of Warcraft (2004)[8], dodatki:
  - World of Warcraft: The Burning Crusade (2007)[9]
  - World of Warcraft: Wrath of the Lich King (2008)[10]
  - World of Warcraft: Cataclysm (2010)[11]
  - World of Warcraft: Mists of Pandaria (2012)[12]
  - World of Warcraft: Warlords of Draenor (2014)[13]
  - World of Warcraft: Legion (2016)[14]
  - World of Warcraft: Battle for Azeroth (2018)[15]
  - World of Warcraft: Shadowlands (2020)[16]
  - World of Warcraft: Dragonflight (2022)[17]
  - World of Warcraft: The War Within (2024)[18]
- Hearthstone (2014)[19]

### Warcraft Adventures: Lord of the Clans
W zamierzeniu miała to być gra przygodowa osadzona w świecie Azeroth. Producent, Blizzard Entertainment zlecił rosyjskiej firmie, Animation Magic znajdującej się w Sankt Petersburgu, stworzenie 22 minut sekwencji animowanych, artworki, a także kodowanie engine’u graficznego gry oraz realizację efektów dźwiękowych. Cztery lub pięć miesięcy później Blizzard stworzył sieć Battle.net i rozpoczął sprzedaż gry Warcraft II: Beyond the Dark Portal. Wtedy Blizzard zaczął tworzenie gry, które zostało zawieszone 12 miesięcy później.

## Książki i opowiadania
- Warcraft: Dzień smoka (Day of the Dragon)[22] Richard A. Knaak
- Warcraft: Władca klanów (Lord of the Clans)[23] Christie Golden (na podstawie niewydanej gry Warcraft Adventures)
- Warcraft: Ostatni strażnik (The Last Guardian)[24] Jeff Grubb
- Warcraft: Wojna Starożytnych (War of the Ancients Trilogy) Richard A. Knaak
  - Księga pierwsza: Studnia Wieczności (The Well of Eternity)[25]
  - Księga druga: Dusza Demona (Demon Soul)[26]
  - Księga trzecia: Rozbicie (The Sundering)[27]
- Warcraft: Of Blood and Honor Chris Metzen
- World of Warcraft: Krąg nienawiści (Cycle of Hatred) Keith R.A. DeCandido
- World of Warcraft: Narodziny Hordy (Rise of the Horde) Christie Golden[28]
- World of Warcraft: Fale ciemności (Tides of Darkness) Aaron Rosenberg[29]
- World of Warcraft: Beyond the Dark Portal  Aaron Rosenberg, Christie Golden.
- World of Warcraft: Night of the Dragon Richard A. Knaak
- World of Warcraft: Arthas. Przebudzenie Króla Lisza (Arthas: Rise of the Lich King) Christie Golden[30]
- World of Warcraft: Malfurion (Stormrage) Richard A. Knaak
- The Shattering: Prelude to Cataclysm Christie Golden
- Thrall: Twilight of the Aspects Christie Golden
- World of Warcraft: Wolfheart Richard A. Knaak
- Jaina Proudmoore: Wichry wojny (Tides of War) Christie Golden[31]
- Vol’jin: Cienie Hordy (Shadows of the Horde) Michael A. Stackpole[32]
- World of Warcraft: Zbrodnie wojenne (War Crimes) Christie Golden[33]
- Warcraft: Durotan Christie Golden[34]
- World of Warcraft: Chronicle Volume 1
- World of Warcraft: Illidan, William King[35]
- World of Warcraft: Chronicle Volume 2
- World of Warcraft: Chronicle Volume 3
- World of Warcraft: Cisza przed burzą (Before the Storm), Christie Golden[36]
- World of Warcraft: Shadows Rising, Madeleine Roux
- World of Warcraft: Sylwana, Christie Golden

## Inne
- Warcraft: The Roleplaying Game – gra fabularna osadzona w świecie Warcraft
- World of Warcraft: The Board Game – przygodowa gra planszowa
- Seria figurek przedstawiająca postacie z serii Warcrafta
- World of Warcraft: Trading Card Game – gra karciana w uniwersum Warcraft
- Warcraft: Początek – film w uniwersum Warcrafta